# Guy Delisle
Guy Delisle (Quebec, 19 de Janeiro de 1966) é um quadrinista canadense. Ele estudou animação no Sheridan College em Oakville, próximo a Toronto, e trabalhou, então, para o estúdio de animação CinéGroupe, em Montreal. Trabalhou, posteriormente, para diferentes estúdios no Canadá, Alemanha, França, China e Coreia do Norte.
Suas experiências como supervisor em estúdios de animação na Ásia são contadas em dois livros em quadrinhos:
Shenzhen, publicado em 2000, contando sua experiência na China e Pyongyang, publicado em 2003, narrando suas impressões sobre o regime ditatorial norte-coreano. Publicou em 2009, um terceiro livro: Crônicas Birmanesas, em que narra sua viagem a Myanmar, denunciando o regime ditatorial deste país.
Seus  trabalhos já foram traduzidos para várias línguas. E após a publicação destas obras, não é mais bem-vindo nos três países.

## Vida pessoal
Delisle é casado com uma administradora da organização Médicos Sem Fronteiras Com ela, ele fez uma viagem a Mianmar (antiga Birmânia) em 2005, que é contada em Chroniques Birmanes (2007),  traduzida em Inglês como Burma Chronicles.
No verão de 2009, que completou um ano de residência em Jerusalém, novamente com Médecins Sans Frontières. Esta estadia foi relatada em Chroniques de Jerusalém (2011), que ganhou o Prêmio Internacional de Banda Desenhada em 2012.  Na França, Chroniques de Jerusalém ( As Crônicas de Jerusalém) tornou-se um best-seller.